# Arquitetura gótica em Portugal

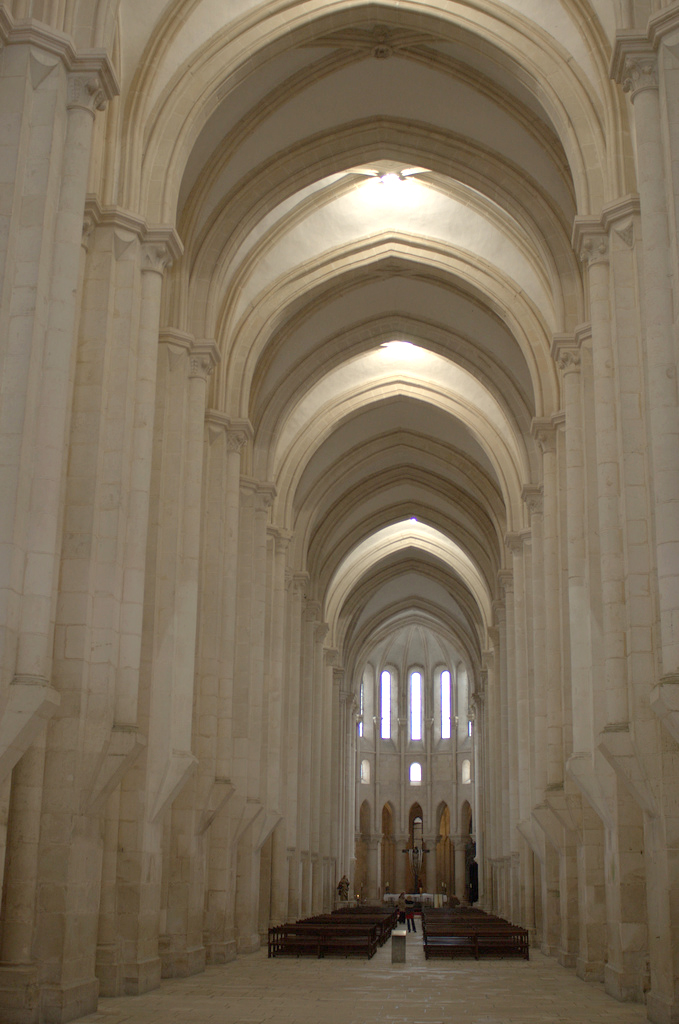
Nave central da igreja do Mosteiro de Alcobaça (começada em 1178).

A arquitetura gótica foi o estilo predominante em Portugal nos últimos séculos da Idade Média. Como em outras regiões europeias, em território português o gótico substituiu lentamente a arquitetura românica entre os séculos XII e XIII. No século XVI, o gótico foi substituído pela arquitetura renascentista através de um estilo intermediário tipicamente português, o manuelino.

## Igrejas e mosteiros

### Mosteiro de Alcobaça
A arquitetura gótica foi introduzida em Portugal pela Ordem de Cister. O primeiro edifício totalmente gótico levantado em território português foi a igreja do Mosteiro de Alcobaça, um exemplo do estilo limpo e simples dos cistercienses. A igreja foi construída entre 1178 e 1252 em três fases, aparentemente inspirada na Abadia de Claraval, na Champanha. As suas três naves são estreitas e muito altas, o que lhes dá o sentido de verticalidade típico do gótico. O edifício é coberto por abóbada de nervuras de pedra e a capela-mor possui um deambulatório com uma série de capelas radiantes. O tecto do deambulatório é suportado por arcobotantes, uma característica típica do gótico que foi uma novidade em Portugal à época.

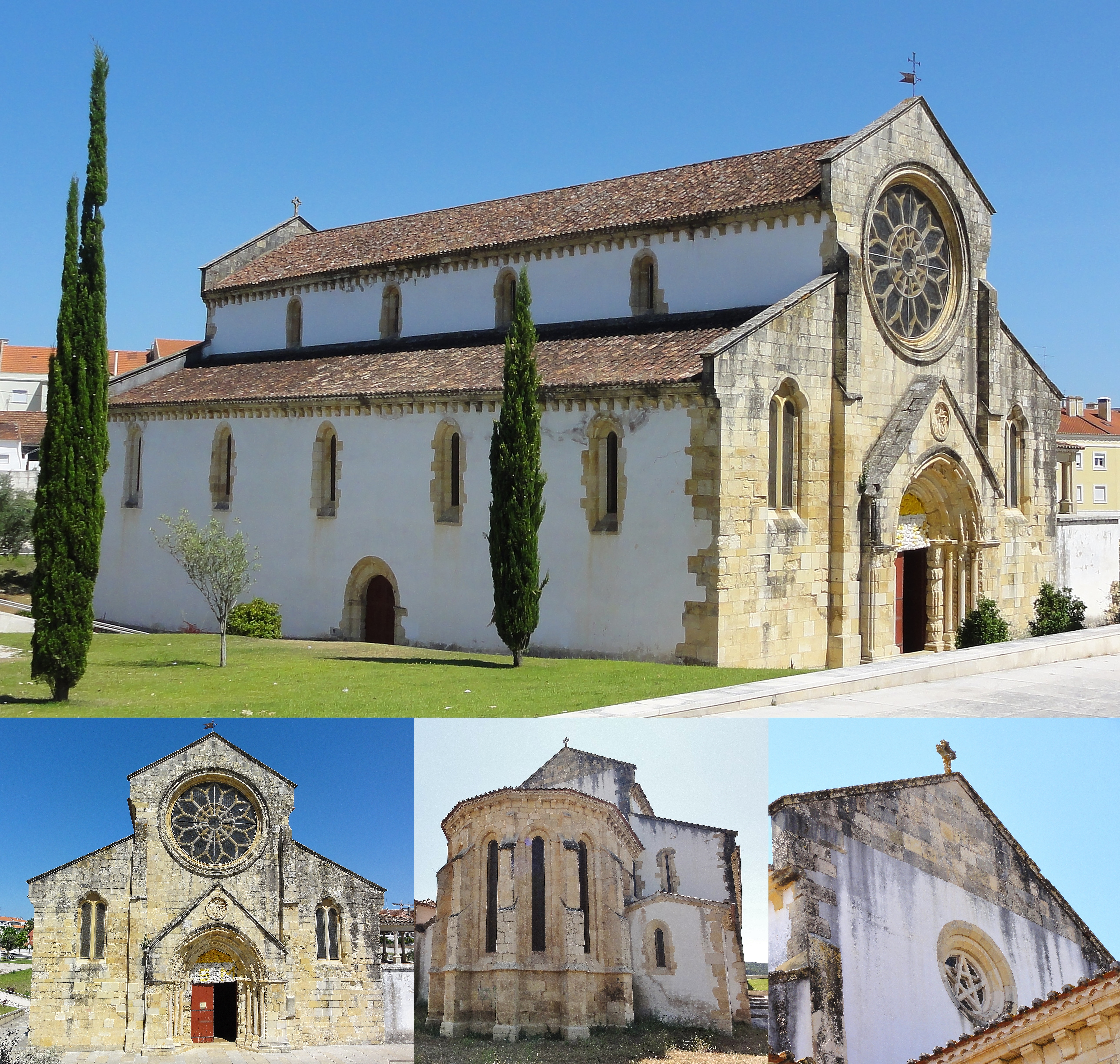
Igreja de Santa Maria do Olival (meados do século XIII), em Tomar: modelo para várias igrejas góticas portuguesas.

Após Alcobaça, o gótico disseminou-se por acção das ordens religiosas mendicantes (franciscanos, agostinhos, carmelitas e dominicanos), que fundaram vários conventos em centros urbanos portugueses ao longo dos séculos XIII e XIV. Como modelo para suas igrejas, os frades mendicantes utilizaram a grande igreja do mosteiro alcobacense e também a Igreja de Santa Maria do Olival, erguida pelos cavaleiros templários em Tomar em meados do século XIII. Em geral, as igrejas das ordens mendicantes tinham três naves - com a nave central mais alta que as laterais - cobertas por tecto de madeira, transepto, uma ábside com três ou cinco capelas cobertas por abóbada de pedra de cruzaria de ogivas, eram desprovidas de torres e exibiam pouca decoração arquitetónica, o que era adequado com os ideais de pobreza das ordens mendicantes. Os espaços internos estão claramente delineados na fachada principal, em que o corpo central é mais alto (correspondendo à nave central) com empena triangular e panos laterais da fachada dispostos obliquamente (fachada "ad triangulum") e uma rosácea ao centro. As primeiras destas igrejas conventuais foram construídas em Santarém, como a Igreja de São Francisco e a de São Domingos (destruída no século XIX), mas igrejas de conventos góticos ainda existem em vários pontos do país, como a igreja do Convento de São Francisco do Porto, o Mosteiro de Santa Clara-a-Velha em Coimbra, o Convento de São Domingos de Elvas, as ruínas do Convento do Carmo em Lisboa, as igrejas dos mosteiros de São Francisco e São Domingos de Guimarães, vários conventos em Santarém (São Francisco, Santa Clara, Convento de Santa Maria de Almoster) entre outros. Claustros góticos de grande qualidade existem ainda nos mosteiros de Alcobaça, Santo Tirso, o Convento de São Domingos de Guimarães e o Convento de Cristo de Tomar, entre outros.

### Sés e igrejas paroquiais

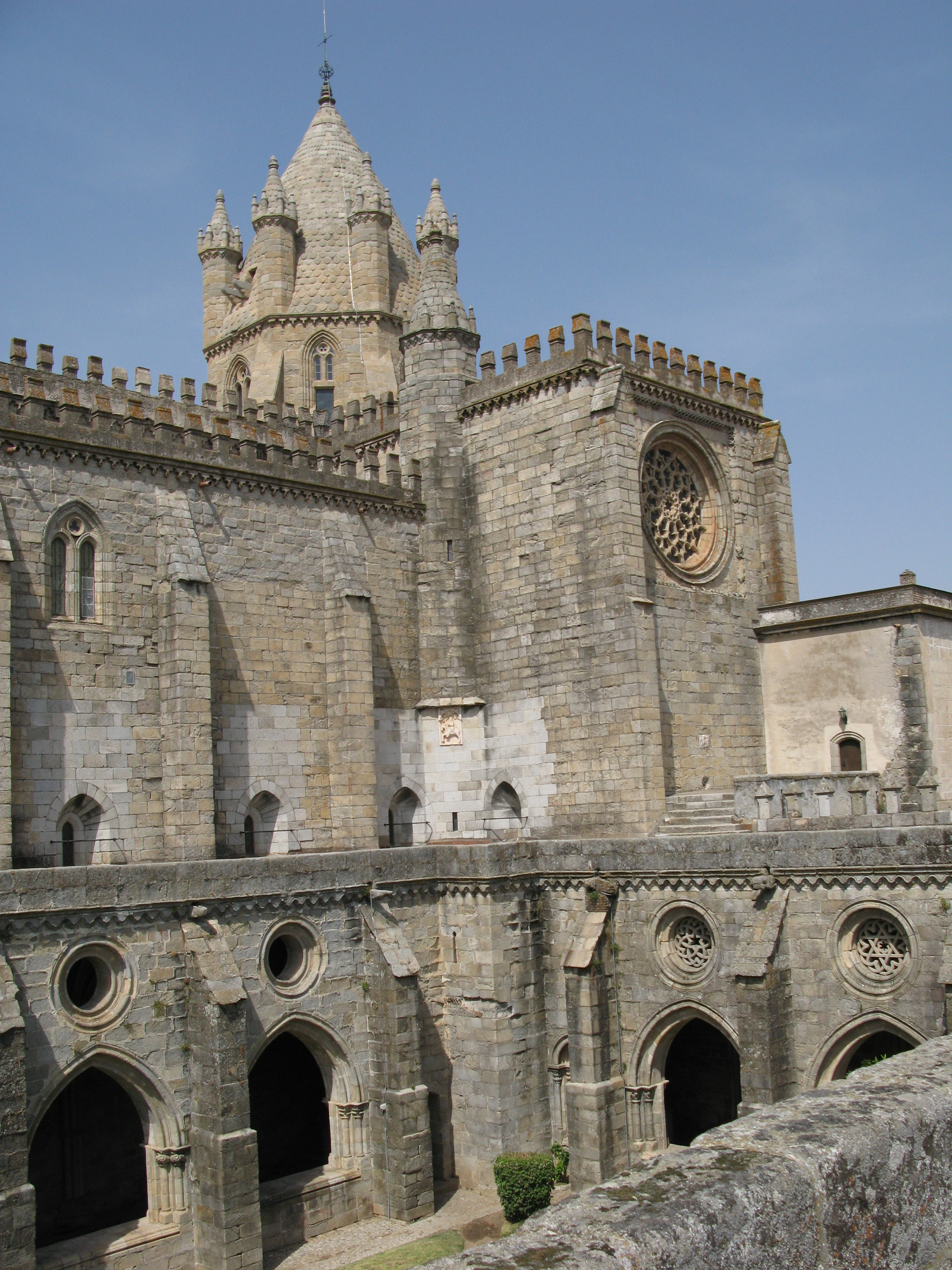
Claustro, transepto e torre do cruzeiro da Sé de Évora (séculos XIII e XIV).

O estilo claro e simples da Igreja do Olival de Tomar e das igrejas conventuais góticas serviu também de modelo para muitas igrejas paroquiais erigidas em várias povoações portuguesas desde o século XIII até o XVI, em pleno manuelino. Igrejas góticas paroquiais ainda existentes podem ser encontrados em Sintra (Igreja de Santa Maria), Mafra (Igreja de Santo André), Lourinhã (Igreja de Santa Maria do Castelo), Loulé e muitos outros.
Várias catedrais portuguesas, originárias da época românica, foram modernizadas com elementos em estilo gótico nos séculos XIII e XIV. A abóbada da nave da Sé do Porto, por exemplo, é sustentada por arcobotantes, um dos primeiros exemplos do seu uso em Portugal (entre os séculos XII e XIII). Um edifício de transição importante é a Sé de Évora, construída ao longo do século XIII e início do XIV. Apesar de que sua planta arquitetónica é inspirada na catedral românica lisboeta, as formas arquitetónicas e elementos decorativos (abóbadas, arcos, janelas) são já góticos. A ábside da Sé de Lisboa foi totalmente remodelada em estilo gótico em meados do século XIV por ordem do rei Afonso IV para servir de panteão familiar. Nessa reforma, a igreja ganhou uma nova capela-mor sustentada por arcobotantes e um deambulatório iluminado por um clerestório (uma fileira alta de janelas) com capelas radiantes iluminadas por grandes janelões góticos, tudo coberto com abóbadas de cruzaria de ogivas. A cabeceira trecentista da Sé de Lisboa é considerada o monumento mais importante do gótico entre o Mosteiro de Alcobaça (séculos XII-XIII) e o Mosteiro da Batalha (séculos XIV-XV). Várias das sés portuguesas ganharam claustros góticos, como os ainda existente nas Sés de Lisboa, Évora e Porto, todos erigidos no século XIV. 
Muitas igrejas góticas mantiveram a aparência fortificada das igrejas românicas, inclusive com o uso de ameias sobre os muros e torres. Exemplos são a própria Sé de Évora, o Mosteiro de Leça do Balio (séc. XIV) e a Igreja Matriz de Viana do Castelo (séc. XV).

### Mosteiro da Batalha

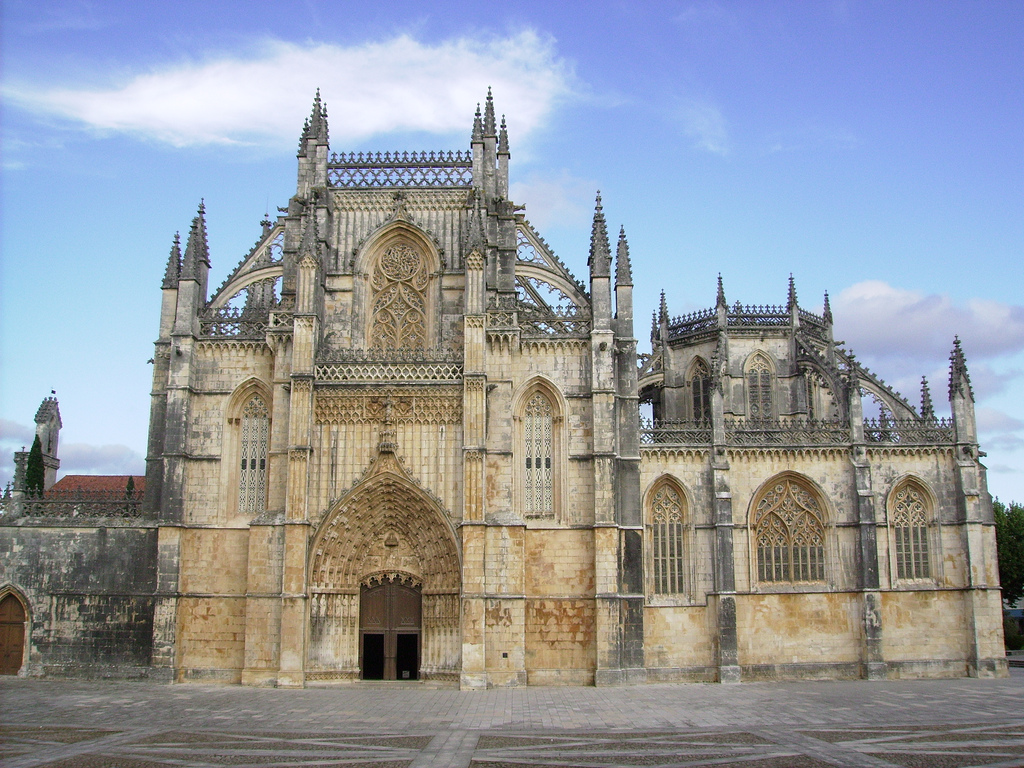
Gótico flamejante no Mosteiro da Batalha (primeira metade do século XV): fachada da igreja (esquerda) e Capela do Fundador (direita).

No início do século XV, a construção do Mosteiro da Batalha, impulsada por D. João I, renovou o gótico português. Inicialmente as obras foram encarregadas ao mestre Afonso Domingues, que começou a construção da igreja e claustro com um projeto inspirado tanto na arquitetura mendicante tradicional como na ábside da Sé de Lisboa e coro-alto da igreja franciscana de Santarém. Após 1402 as obras foram confiadas a Mestre Huguet, que introduziu o vocabulário do gótico flamejante ao trabalho preexistente de Afonso Domingues. Huguet é de origem desconhecida, mas sua obra na Batalha aparenta filiação estilística com monumentos do antigo Reino de Aragão. A igreja do mosteiro é totalmente decorada com cogulhos, relevos, elaboradas ameias (platibandas) e grandes janelões de fina traceria gótica introduzidos por Huguet. O portal principal, do mesmo mestre, é único no país em seu estilo. Possui uma série de arquivoltas decoradas com estátuas, enquanto que o tímpano exibe um relevo de Cristo e os Evangelistas. A Capela do Fundador e a casa do capítulo possuem intrincadas abóbadas de cruzaria de ogivas que foram uma novidade no meio português. Batalha influenciou as oficinas quatrocentistas de muitas obras, como a Sé da Guarda, a Sé de Silves, o Mosteiro da Conceição de Beja e o Convento da Graça de Santarém, entre muitos outros.

### Influência mudéjar
No final do século XV, o gótico e o manuelino, particularmente no Alentejo, foram influenciados pela arte mudéjar. O termo "mudéjar" refere-se à influência de artistas muçulmanos na arte da Península Ibérica durante a época medieval e posterior Um modelo para igrejas deste estilo híbrido foi a Ermida de São Brás, construída extra-muros em Évora entre 1482 e 1490 por ordem de D. João II. A igreja, com uma galilé na fachada e aparência robusta, está coroada com merlões e é flanqueada por uma série de torreões (ou contrafortes) cilíndricos com pináculos cônicos, um modelo posteriormente seguido em uma série de edifícios como a Igreja Matriz de Santa Maria da Feira e a Ermida de Santo André, ambos em Beja. No Alentejo e por todo Portugal, a influência mudéjar é evidente na decoração interna de muitos edifícios religiosos ou palaciegos dos séculos XV e XVI, especialmente no perfil arabizante de janelas (com o uso do arco de ferradura), revestimentos de painéis de azulejos hispano-mouriscos e tetos apainelados de madeira com motivos geométricos tomados da arte islâmica. Exemplos são a galilé com arcos em ferradura da Igreja de São Francisco de Évora (início do séc. XVI), o revestimento azulejar do Paço Real de Sintra (séc. XV-XVI), o tecto mudéjar da capela do mesmo Paço (séc. XV) e várias igrejas e palácios em Évora, Arraiolos, Beja, etc.

## Castelos e palácios

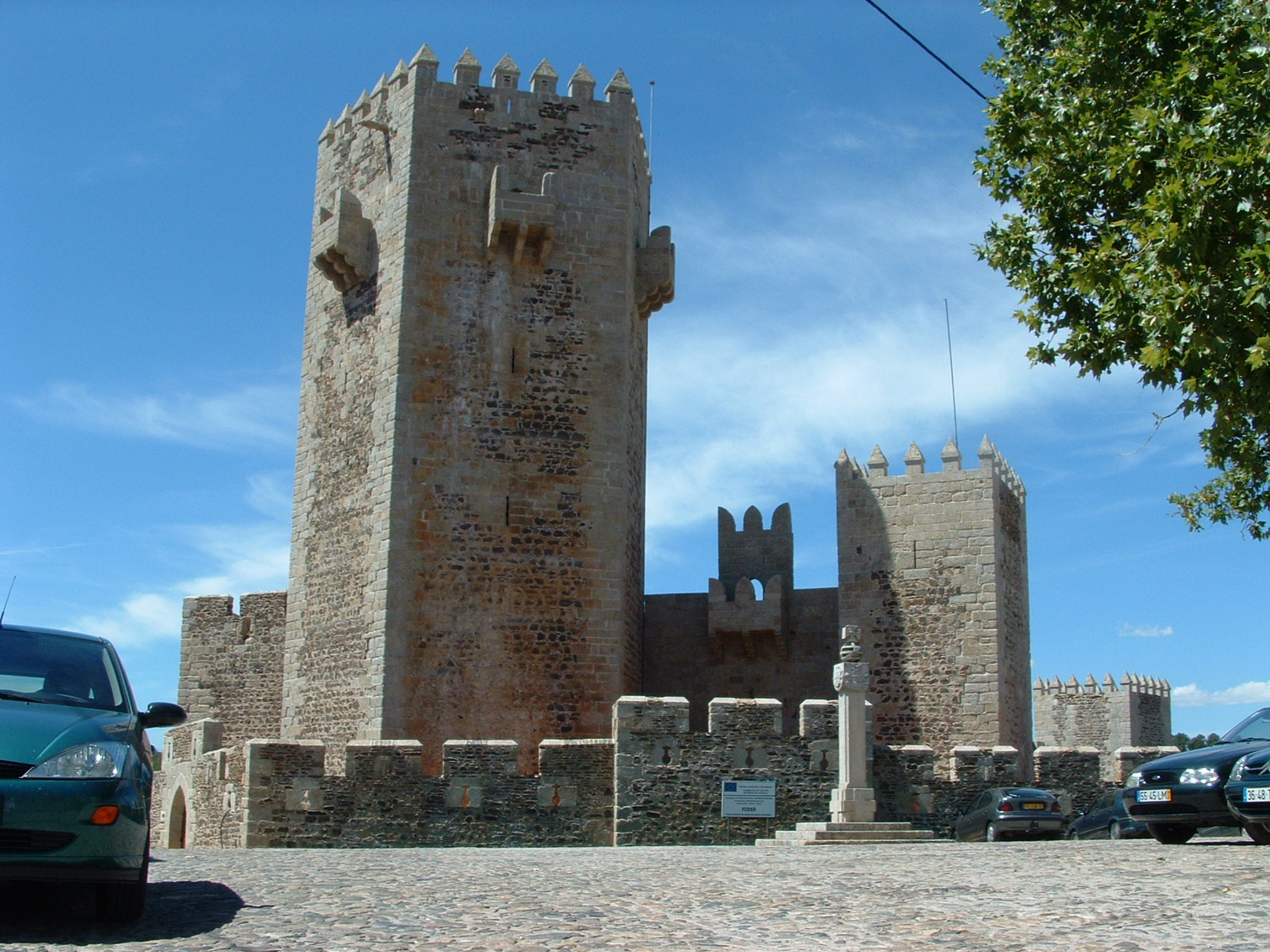
Castelo de Sabugal: a torre de menagem em primeiro plano tem típicas características do castelo gótico: planta pentagonal e vários mata-cães.

Na época gótica, vários castelos tiveram de ser construídos ou reforçados, especialmente na fronteira com o Reino de Castela. Comparados com os castelos construídos anteriormente, o castelo gótico em Portugal tinha mais torres, frequentemente de secção circular ou semi-circular (o que aumentava a resistência a projéteis) e as torres de menagem tendiam a ser poligonais. As portas dos castelos eram defendidas por um par de torres flaqueantes, e uma segunda muralha, mais baixa (barbacã), era frequentemente levantada junto à cerca principal para prevenir que armas de cerco se aproximaram do castelo. Outras características defensivas como mata-cães e seteiras melhoradas também foram comuns.
A partir do século XIV, as torres de menagem passaram a ser maiores e mais sofisticadas, com abóbadas de cruzaria de ogivas e elementos como lareiras, tornando-as mais habitáveis. Torres de menagem com tais características podem ser vistas ainda nos castelos de Beja, Estremoz e Bragança. Já no século XV, alguns castelos foram transformados em verdadeiros palácios, como os de Penedono, Ourém e Porto de Mós. O caso mais significativo é o Castelo de Leiria, transformado em Palácio Real no século XV por D. João I. Dominando a fisionomia do castelo, no lado virado ao burgo, há uma loggia com arcaria gótica, onde a corte podia passar momentos de prazer e convívio.